# Venturia tricolorata
Venturia tricolorata är en stekelart som först beskrevs av Cameron 1909.  Venturia tricolorata ingår i släktet Venturia och familjen brokparasitsteklar. Inga underarter finns listade i Catalogue of Life.